# فرانس هويك
فرانس هويك (بالهولندية: Frans Hoek) (17 أكتوبر 1956 بهورن في هولندا - ) هو مدرب كرة قدم ولاعب كرة قدم هولندي في مركز حراسة المرمى. لعب مع نادي فولندام.

## وصلات خارجية
- فرانس هويك على موقع قاعدة بيانات كرة القدم.إي يو (الإنجليزية)